# Aeròdrom de Mutxamel
L'aeròdrom de Mutxamel (codi OACI:LEMU) és un aeròdrom privat valencià ubicat a la localitat de Mutxamel, comarca de l'Alacantí, a deu quilòmetres al nord de la ciutat d'Alacant. Va entrar en servei l'any 1984.
Està destinat a l'Aviació General. Acull l'Aeroclub d'Alacant, un lloc d'extinció d'incendis d'Avialsa, una brigada helitransportada de Foresma, i la base principal de la companyia EInaer Helicòpters.